# 杨安慈
杨安慈（罗马拼音：An Tzu Yang，1923年—2003年11月21日），美国华裔机构学专家，原加州大学戴维斯分校教授。

## 生平
杨安慈出生于上海，其父原为上海交通大学土木工程系教授。他早年曾就读于上海市南洋模范中学，1946年毕业于国立西北工学院。1949年赴美国留学，次年获俄亥俄州立大学机械工程硕士学位。此后曾从事机械设计、研究工作，1963年获哥伦比亚大学博士学位，师从著名力学家费迪南德·弗罗伊登施。毕业后加入加州大学戴维斯分校机械工程系，是该系的创始成员之一。1971年升任教授。1991年退休。杨安慈是美国机械工程师学会终身会士。2003年他在加州伍德兰去世，终年80岁。

## 家庭
杨安慈之妻杨曹文梅（Linda Tsao Yang）为原美国驻亚洲开发银行大使。两人育有两子。